# رادیومتری
در اُپتیک، پَرتوسَنجی یا رادیومِتری (به انگلیسی: Radiometry) رشته‌ای است که دربارهٔ اندازه‌گیری تابش الکترومغناطیسی پژوهش می‌کند و طیف مرئی را دربر می‌گیرد. البته به یاد داشته باشید که نور با فناوری‌های نورسنجی (فتومتری) هم اندازه‌گیری می‌گردد.
رشته رادیومتری در اخترشناسی (بویژه در ستاره‌شناسی رادیویی) و در سنجش از راه دور زمینی بسیار مهم به‌شمار می‌آید. روش‌های اندازه‌گیری طبقه‌بندی شده به‌عنوان رادیومتری در نورشناخت، نورسنجی نامیده می‌گردند.
اسپکترورادیومتری هم به اندازه‌گیری کمیت‌های مطلق رادیومتری در باند باریک از طول موج گفته می‌شود.
| کمیت                  | نماد     | یکا(ها) در اس‌آی                                                  | نماد یکا(ها)                  | یادداشت                                                                                              |
| --------------------- | -------- | ---------------------------------------------------------------- | ----------------------------- | --- |
| انرژی تابشی           | Q        | ژول                                                              | J                             | انرژی                                                                                                |
| شار تابشی             | Φ        | وات                                                              | W                             | توان تابشی که همچنین انرژی تابشی بر یکای زمان نامیده می‌شود                                           |
| نیرومندی تابش         | I        | وات بر استرادیان                                                 | W·sr−1                        | توان بر زاویه فضایی                                                                                  |
| تابش                  | L        | وات بر استرادیان بر متر مربع                                     | W·sr−1·m−2                    | توان بر یکای زاویه فضایی بر یکای پیش‌بینی شده مساحت مبدا. که در برخی رشته‌های تحصیلی شدت خوانده می‌شود. |
| پرتو افکنی-چگالی تابش | E, I     | وات بر متر مربع                                                  | W·m−2                         | توان بر سطح بعضی وقت‌ها به اشتباه "شدت" خوانده می‌شود.                                                 |
| پرتو افکنی            | M        | وات بر متر مربع                                                  | W·m−2                         | توان بیرون آمده از سطح.                                                                              |
| تابش-رادیوسیتی        | J یا Jλ  | وات بر متر مربع                                                  | W·m−2                         | نور منتشر شده به‌اضافه بازتاب توان بیرون آمدن از سطح                                                  |
| تابش طیفی             | Lλ یا Lν | وات بر استرادیان بر متر۳ یا وات بر استرادیان بر متر مربع بر هرتز | W·sr−1·m−3 یا W·sr−1·m−2·Hz−1 | عموما بدین صورت اندازه‌گیری می‌شود: W·sr−1·m−2·nm−1                                                    |
| پرتو افکنی طیفی       | Eλ یا Eν | وات بر متر۳ یا وات بر متر مربع بر هرتز                           | W·m−3 یا W·m−2·Hz−1           | عموما بدین صورت اندازه‌گیری می‌شود: W·m−2·nm−1                                                         |